# مگس‌گیر پادشاهی
مگس‌گیرهای پادشاهی (نام علمی: Onychorhynchus)، یک سرده از پرندگان گنجشک‌سان هستند که بر اساس کمیته بین‌المللی پرنده‌شناسی (IOC) و هندبوک پرندگان جهان (HBW) از انجمن جهانی پرندگان در خانوادهٔ مرغ‌های کدر جای می‌گیرند. آنها چهار گونه را در سرده قرار می‌دهند.
لقب خاص گونهٔ نماد، coronatus، و نام مشترک همه گونه‌های این سرده، مگس گیر پادشاهی، اشاره به کاکل رنگارنگ و چشمگیر دارد، که به‌ندرت نمایش داده می‌شود، به جز پس از جفت‌گیری، زمان پرآرایی، جفت‌یابی و همچنین زمان در دست گرفتن دیده می‌شود.